# Neocorynura papallactensis
Neocorynura papallactensis là một loài Hymenoptera trong họ Halictidae. Loài này được Engel mô tả khoa học năm 1999.